# Cycas siamensis
Cycas siamensis Miq., 1863 è una pianta appartenente alla famiglia delle Cycadaceae, diffusa nel sud-est asiatico.

## Descrizione
È una cicade con fusto arborescente o acaulescente, alto sino a 1,5 m e con diametro di 14-20 cm.
Le foglie, pennate, lunghe 60-120 cm, sono disposte a corona all'apice del fusto e sono rette da un picciolo lungo 11-31 cm; ogni foglia è composta da 140-280 paia di foglioline lanceolate, con margine leggermente ricurvo, lunghe mediamente 8-14,5 cm, di colore verde chiaro o scuro, inserite sul rachide con un angolo di 55-80°.
È una specie dioica con esemplari maschili che presentano microsporofilli disposti a formare strobili terminali di forma strettamente ovoidale, lunghi 10-24 cm e larghi 5-7.5 cm ed esemplari femminili con macrosporofilli che si trovano in gran numero nella parte sommitale del fusto, con l'aspetto di foglie pennate che racchiudono gli ovuli, in numero di 2.  
I semi sono subglobosi, lunghi 30-37 mm, ricoperti da un tegumento di colore giallo.

## Distribuzione e habitat
È diffuso nella Thailandia centrale, da cui fa riferimento l'epiteto specifico siamensis, e cioè originaria del Siam; nel Vietnam centrale; in Cambogia e Myanmar.

Prospera nelle foreste basse aperte con molto sole o leggermente ombreggiate.

## Conservazione
La IUCN Red List classifica C. siamensis come specie vulnerabile.

La specie è inserita nella Appendice II della Convention on International Trade of Endangered Species (CITES).